# Dolgi Laz
Dolgi Laz este o localitate din comuna Tolmin, Slovenia, cu o populație de 8 locuitori.